# Universidades de la República Dominicana
Esta es una lista (parcial) de las universidades de la República Dominicana:
| Univers                                                                                               | Siglas    | Fecha Entrante           | Ubicación Central                          | Número de Recintos |
| --- | --------- | ------------------------ | ------------------------------------------ | ------------------ |
| Puerto Plata Business School                                                                          | CBIU'     | 2011                     | Puerto Plata, Puerto Plata                 | 1*                 |
| Universidad Autónoma de Santo Domingo                                                                 | UASD      | 28 de octubre de 1538    | Santo Domingo, Distrito Nacional           | 19*                |
| Universidad Católica del Cibao                                                                        | UCATECI   | 25 de febrero de 1983    | Concepción de La Vega, La Vega             | 2                  |
| Pontificia Universidad Católica Madre y Maestra                                                       | PUCMM     | 9 de septiembre de 1962  | Santiago de los Caballeros, Santiago       | 3                  |
| Universidad Católica Nordestana                                                                       | UCNE      | 14 de marzo de 1978      | San Francisco de Macorís, Duarte           |                    |
| Universidad Nacional Pedro Henríquez Ureña                                                            | UNPHU     | 27 de marzo de 1967      | Santo Domingo, Distrito Nacional           | 2                  |
| Universidad Acción Pro-Educación y Cultura                                                            | UNAPEC    | 13 de noviembre de 1968  | Santo Domingo, Distrito Nacional           | 3                  |
| Universidad Central del Este                                                                          | UCE       | 2 de julio de 1971       | San Pedro de Macorís, San Pedro de Macorís | 4                  |
| Instituto Tecnológico de Santo Domingo                                                                | INTEC     | 9 de octubre de 1972     | Santo Domingo, Distrito Nacional           | 1                  |
| Universidad INCE                                                                                      | INCE      | 10 de diciembre de 1974  | Santo Domingo, Distrito Nacional           | 1                  |
| Universidad Tecnológica de Santiago                                                                   | UTESA     | 12 de noviembre de 1974  | Santiago de los Caballeros, Santiago       | 8                  |
| Universidad Dominicana Organización y Método                                                          | O&M       | 13 de julio de 1966      | Santo Domingo Este, Santo Domingo          | 7                  |
| Universidad Católica Nordestana                                                                       | UCNE      | 14 de julio de 1978      | San Francisco de Macorís, Duarte           | 1                  |
| Universidad Iberoamericana                                                                            | UNIBE     | 12 de julio de 1982      | Santo Domingo, Distrito Nacional           | 1                  |
| Universidad Adventista Dominicana                                                                     | UNAD      | 11 de agosto de 1982     | Bonao, Monseñor Nouel                      | 2                  |
| Universidad Interamericana                                                                            | UNICA     | 13 de noviembre de 1982  | Santo Domingo, Distrito Nacional           | 1                  |
| Instituto Tecnológico del Cibao Oriental                                                              | ITECO     | 25 de febrero de 1983    | Cotuí, Sánchez Ramírez                     |                    |
| Universidad Tecnológica del Sur                                                                       | UTESUR    | 9 de febrero de 1984     | Azua de Compostela, Azua                   |                    |
| Universidad Católica Santo Domingo                                                                    | UCSD      | 8 de junio de 1984       | Santo Domingo, Distrito Nacional           | 1                  |
| Universidad Eugenio María de Hostos                                                                   | UNIRHEMOS | 8 de junio de 1984       | Santo Domingo, Distrito Nacional           | 1                  |
| Universidad Central Dominicana de Estudios Profesionales                                              | UCDEP     | 29 de enero de 1985      | Santo Domingo, Distrito Nacional           |                    |
| Universidad Odontológica Dominicana                                                                   | UOD       | 23 de agosto de 1985     | Santo Domingo Oeste, Santo Domingo         |                    |
| Facultad Latinoamericana de Ciencias Sociales                                                         | FLASCO    | 8 de abril de 1986       | Santo Domingo, Distrito Nacional           |                    |
| Universidad Nacional Evangélica                                                                       | UNEV      | 30 de julio de 1986      | Santiago de los Caballeros, Santiago       | 2                  |
| Universidad ISA                                                                                       | UNISA     | 30 de marzo de 1962      | Santiago de los Caballeros, Santiago       | 1                  |
| Universidad Cultural Dominico Americana                                                               | UNICDA    | 6 de junio de 1989       | Santo Domingo, Distrito Nacional           |                    |
| Universidad Federico Henríquez y Carvajal                                                             | UFHEC     | 12 de febrero de 1991    | Santo Domingo Oeste, Santo Domingo         | 3                  |
| Universidad de la Tercera Edad                                                                        | UTE       | 2 de febrero de 1992     | Santo Domingo, Distrito Nacional           | 1                  |
| Universidad Abierta para Adultos                                                                      | UAPA      | 12 de octubre de 1995    | Santiago de los Caballeros, Santiago       | 2                  |
| Universidad Católica Tecnológica de Barahona                                                          | UCATEBA   | 12 de octubre de 1995    | Santa Cruz de Barahona, Barahona           |                    |
| Universidad del Caribe (República Dominicana)                                                         | UNICARIBE | 12 de octubre de 1996    | Santo Domingo, Distrito Nacional           | 1                  |
| Universidad Experimental Félix Adam                                                                   | UNEFA     | 2 de mayo de 1996        | Santo Domingo, Distrito Nacional           | 1                  |
| Universidad Agroforestal Fernando Arturo de Meriño                                                    | UAFAM     | 20 de mayo de 1996       | Jarabacoa, La Vega                         |                    |
| Universidad Psicología Industrial Dominicana                                                          | UPID      | 20 de mayo de 1996       | Santo Domingo, Distrito Nacional           |                    |
| Instituto Tecnológico Mercy Jácquez                                                                   | ITESUMJ   | 14 de marzo de 2001      | Santo Domingo, Distrito Nacional           |                    |
| Instituto Técnico Superior Oscus San Valero                                                           | ITSOV     | 18 de marzo de 2003      | Santo Domingo, Distrito Nacional           |                    |
| Universidad Nacional Tecnológica                                                                      | UNNATEC   | 12 de agosto de 2003     | Santo Domingo, Distrito Nacional           |                    |
| Instituto Cristiano de Estudios Superiores Especializados                                             | ICES      | 12 de agosto de 2003     | Santiago de los Caballeros, Santiago       |                    |
| Academia de Diseño de Santo Domingo                                                                   | ADSD      | 2 de junio del 2017      | Santo Domingo, Distrito Nacional           | 1                  |
| Instituto Superior de Tecnología Universal                                                            | INSUTEC   | 12 de agosto de 2003     | Santo Domingo, Distrito Nacional           |                    |
| Barna Escuela de Negocios                                                                             | BARNA     | 8 de diciembre de 2003   | Santo Domingo, Distrito Nacional           |                    |
| Universidad Católica del Este                                                                         | UCADE     | 20 de enero de 2004      | Salvaleón de Higüey, La Altagracia         |                    |
| Instituto Global de Altos Estudios en Ciencias Sociales                                               | IGLOBAL   | 13 de agosto de 2009     | Santo Domingo, Distrito Nacional           | 1                  |
| Instituto Especializado de Estudios Superiores de las Policía Nacional                                | IEESPON   | 7 de julio de 2004       | Santo Domingo, Distrito Nacional           | 5                  |
| Instituto De Servicios Psicosociales y Educativos                                                     | ISPE      | 14 de septiembre de 1981 | Santo Domingo, Distrito Nacional           | 3                  |
| Instituto Superior de Formación Docente Salomé Ureña                                                  | ISFODOSU  | 25 de enero de 2005      | Santo Domingo, Distrito Nacional           | 5                  |
| Instituto Superior de Estudios Especializados en Ciencias Sociales y Humanidades Luis Heredia Bonetti | ISE-LHB   | 15 de febrero de 2010    | Santo Domingo, Distrito Nacional           |                    |
| Instituto Superior Para la Defensa                                                                    | INSUDE    | 12 de marzo de 2005      | Santo Domingo, Distrito Nacional           | 8                  |
| Instituto Stevens de Tecnología Internacional                                                         | SITI      | 18 de julio de 2006      | Santo Domingo, Distrito Nacional           |                    |
| Instituto Tecnológico de las Américas                                                                 | ITLA      | 18 de julio de 2006      | Santo Domingo, Distrito Nacional           |                    |
| Instituto Especializado de Estudios Superiores Loyola                                                 | IEESL     | 13 de agosto de 2006     | San Cristóbal, San Cristóbal               |                    |
| Academia Superior de Ciencias Aeronáuticas                                                            | ASCA      | 2 de julio de 2009       | Santo Domingo, Distrito Nacional           |                    |

- Nuevos planteles se están construyendo en todo el país.

## Sedes regionales de la Universidad Autónoma de Santo Domingo
Se cuenta con 19 campus Centros Regionales de todo el país. Hay por lo menos uno en cada provincia, o van a serlo. El expresidente Leonel Fernández Reyna, construyó centros regionales para los cuales hizo un acto de inauguración antes de salir de su mandato se propuso que, antes de 2020, se va a construir un campus regional en cada provincia. Las construcciones fueron realizadas en su mandato y otras han comenzado en todo el país con el actual presidente Danilo Medina.UASD en cada provincia
| Centro Regional                                      | Siglas   | Ubicación Central                           | Año iniciado  |
| ---------------------------------------------------- | -------- | ------------------------------------------- | ------------- |
| Universidad Regional de Santiago                     | CURSA    | Santiago de los Caballeros, Santiago        | 1934          |
| Universidad Regional del Atlántico                   | CURA     | San Felipe de Puerto Plata, Puerto Plata    | 1961          |
| Universidad Regional del Sur Central                 | CURCEN   | San Cristóbal, San Cristóbal                | 1967          |
| Universidad Regional del Nordeste                    | CURNE    | San Francisco de Macorís, Duarte            | 1978          |
| Universidad Regional del Suroeste                    | CURSO    | Santa Cruz de Barahona, Barahona            | 1979          |
| Universidad Regional del Oeste                       | CURO     | San Juan de la Maguana, San Juan            | 1988          |
| Universidad Regional de San Pedro de Macorís         | CURSAPEM | San Pedro de Macorís, San Pedro de Macorís  | 1990          |
| Universidad Regional de La Vega                      | CURVE    | Concepción de La Vega, La Vega              | 1992          |
| Universidad Regional del Este                        | CURE     | Salvaleón de Higüey, La Altagracia          | 1997          |
| Universidad Regional del Cibao Central               | CURCE    | Bonao, Monseñor Nouel                       | 1998          |
| Universidad Regional de Hato Mayor                   | CURHAMA  | Hato Mayor del Rey, Hato Mayor              | 2000          |
| Universidad Regional del Noroeste-Valverde           | CURNOVA  | Santa Cruz de Mao, Valverde                 | 2001          |
| Universidad Regional del Noroeste-Santiago Rodríguez | CURNOSA  | San Ignacio de Sabaneta, Santiago Rodríguez | 2001          |
| Universidad Regional de Santo Domingo Este           | CURSDE   | Santo Domingo Este, Santo Domingo           | 2003          |
| Universidad Regional de Nagua                        | CURNA    | Nagua, María Trinidad Sánchez               | 2004          |
| Universidad Regional de Peravia                      | CURPERA  | Baní, Peravia                               | 2006          |
| Universidad Regional de Samaná                       | CURSAM   | Santa Bárbara de Samaná, Samaná             | 2008          |
| Universidad Regional de Bahoruco                     | CURSOBA  | Neiba, Bahoruco                             | 2009          |
| Universidad Regional de Independencia                | CURSOIN  | Duvergé, Independencia                      | 2013          |
| Universidad Regional de La Romana                    | CURRO    | La Romana, La Romana                        | 2015          |
| Universidad Regional de El Seibo                     | CURES    | Santa Cruz de El Seibo, El Seibo            | Próximamente* |
| Universidad Regional de Elías Piña                   | CUREP    | Comendador, Elías Piña                      | Próximamente* |
| Universidad Regional de Pedernales                   | CURPE    | Pedernales, Pedernales                      | Próximamente* |
| Universidad Regional de Monte Plata                  | CURMOP   | Monte Plata, Monte Plata                    | Próximamente* |
| Universidad Regional de Dajabón                      | CURDA    | Dajabón, Dajabón                            | Próximamente* |
| Universidad Regional de las Hermanas Mirabal         | CURHEM   | Salcedo, Hermanas Mirabal                   | Próximamente* |
| Universidad Regional de San José de Ocoa             | CURSAJO  | San José de Ocoa, San José de Ocoa          | Próximamente* |
| Universidad Regional de Sánchez Ramírez              | CURSARA  | Cotuí, Sánchez Ramírez                      | Próximamente* |
| Universidad Regional del Sur                         | CURSU    | Azua de Compostela, Azua                    | Próximamente* |
| Universidad Regional de Espaillat                    | CUREA    | Moca, Espaillat, Espaillat                  | Próximamente* |
| Universidad Regional del Cibao Occidental            | CURCO    | San Fernando de Monte Cristi, Monte Cristi  | Próximamente* |

- La construcción se inició o se iniciará
- Fue UASD Baní antes, ahora UASD Peravia

## Páginas Oficiales
- Universidad Católica del Cibao Página oficial
- Universidad Agroforestal Fernando Arturo de Meriño Página oficial
- Academia de Diseño de Santo Domingo Página oficial
- Barna Business School Página oficial
- Facultad Latinoamericana de Ciencias Sociales Página oficial Archivado el 13 de julio de 2006 en Wayback Machine.
- Instituto Cultural Domínico-Americano Página oficial
- Instituto Especializado de Estudios Superiores Loyola Página oficial
- Instituto Global de Altos Estudios en Ciencias Sociales (IGLOBAL) Página oficial
- Instituto Superior para la Defensa Página oficial (enlace roto disponible en Internet Archive; véase el historial, la primera versión y la última).
- Instituto De Servicios Psicosociales y Educativos ISPE Página oficial
- Instituto Tecnológico de Las Américas Página oficial
- Instituto Tecnológico de Santo Domingo Página oficial
- Instituto Tecnológico del Cibao Oriental Página oficial
- Pontificia Universidad Católica Madre y Maestra Página oficial
- Universidad Abierta Para Adultos Página oficial
- Universidad Adventista Dominicana Página oficial
- Universidad Agroforestal Fernando Arturo de Meriño Página oficial
- Universidad APEC Página oficial
- Universidad Autónoma de Santo Domingo Página oficial
- Universidad Católica Nordestana Página oficial
- Universidad Católica Santo Domingo Página oficial
- Universidad Católica Tecnológica de Barahona Página oficial
- Universidad Central del Este Página oficial
- Universidad Central Dominicana de Estudios Profesionales Página oficial
- Universidad de la Tercera Edad Página oficial
- Universidad del Caribe Página oficial
- Universidad del Instituto Cultural Domínico-Americano Página oficial
- Universidad Dominicana O&M Página oficial
- Universidad Eugenio María de Hostos Página oficial
- Universidad Experimental Félix Adam Página oficial
- Universidad Federico Henríquez y Carvajal Página oficial
- Universidad Iberoamericana Página oficial
- Universidad-Instituto Nacional de Ciencias Exactas Página oficial
- Universidad Interamericana Página oficial
- Universidad ISA Página oficial
- Universidad Nacional Evangélica Página oficial
- Universidad Nacional Pedro Henríquez Ureña Página oficial
- Universidad Nacional Tecnológica Página oficial
- Universidad Odontológica Dominicana Página oficial
- Universidad Psicología Industrial Dominicana Página oficial
- Universidad Tecnológica de Santiago Página oficial
- Universidad Tecnológica del Sur Página oficial